# أنخيل كاراليتشيف
أنخيل كاراليتشيف (بالبلغارية: Ангел Каралийчев)‏ هو كاتب بلغاري متخصص في أدب الأطفال.

## السيرة الذاتية
قضى شبابه في سترازيتسا حيث أنهى المدرسة الثانوية. في سن السابعة عشرة، نشر أول قصيدة «أوريل» في مجلة المدرسة الأدبية. بعد أن عمل بضع سنوات في البلدية، غادر مدينته للتسجيل في جامعة صوفيا حيث درس الكيمياء. في عام 1928، وحصل فيما بعد على شهادة في الدبلوماسية من جامعة الاقتصاد الوطني والعالمي في صوفيا.